# Таскмастер
Таскмастер (англ. Taskmaster) — персонаж комиксов издательства Marvel Comics. Обычно выступает в качестве антагониста, хотя иногда изображается как антигерой. Надсмотрщик впервые появился в Avengers (vol. 1) #195 (май, 1980) и был создан сценаристом Дэвидом Микелайни и художником Джорджем Пересом. Выступив в качестве врага Мстителей, Надсмотрщик продолжил появляться в других комиксах Marvel, в частности как союзник/противник Дэдпула. Помимо этого он является инструктором боевых искусств для злодеев, а также агентом Щ.И.Т.а и правительства США.

## История публикаций
Надсмотрщик впервые появился в Avengers vol. 1 #195 (Май 1980) до своего полного появления в Avengers vol. 1 #196 (Июнь 1980). Затем персонаж выступал в роли злодея, а также наставников других злодеев в Marvel Team-Up #103 (1981), Avengers vol. 1 #223 (1982), Marvel Team-Up #146 (1984), The Thing #26 (1985), Iron Man vol. 1 #254 (1990), Captain America vol. 1 #334 (1987), #394 (1991), #396 (1992), #403 (1992), Captain America Annual #11 (1992), The Amazing Spider-Man #366-367 (1992), Daredevil #292-293 (1991) и #317-318 (1993), Sensational She-Hulk vol. 1 #59 (1994), Elektra #5, #7 (1997), Hawkeye: Earth’s Mightiest Marksman #1 (1998), Avengers vol. 3 #26 (2000), #38 (2001), Captain America vol. 3 #44 (2001), Moon Knight vol. 3 #3-6 (2006), Spider-Woman: Origin #2-3 (2006), Civil War #3, #5-7 (2006—2007), Marvel Comics Presents vol. 2 #1-2 (2007), Siege: The Cabal #1 (2010), Siege #2-3 (2010), Captain America & Crossbones #1 (2011), Avengers Academy #9 (2011) и Daken: Dark Wolverine #12 (2011).
Также он появлялся в качестве антагониста и союзника Дэдпула в Deadpool vol. 1 #2 (1997), #35 (1999), #39-40, #45 (2000), #67-69 (2002), Cable & Deadpool #36 (2007), Deadpool vol. 2 #9 (2009) Thunderbolts #131 (2009) и Deadpool vol. 2 #36 (2011).
Таскмастер обзавёлся собственной ограниченной серией Taskmaster vol. 1 #1-4 (2002), а также одним из главных героев в Agent X #1-15 (2002—2003). Персонаж играл важную роль в Avengers: The Initiative #8-19 (2008—2009) и Avengers: The Initiative Annual #1 (2008), а затем был основным персонажем в #20-35 (2009—2010) в течение сюжетов Dark Reign и Siege. Age of Heroes #3 (2010) послужил прологом для следующей ограниченной серии, Taskmaster vol. 2 #1-4 (2010—2011). В 2011 году вышел первый графический роман о Таскмастере.
После перезапуска Marvel Таскмастер присоединился к новому составу Секретных Мстителей.

## Биография

### Ранняя жизнь
Будучи агентом Щ. И. Т.а Таскмастер был высоко ценен за свои «фотографические рефлексы». Эта способность позволила ему наблюдать за стилем боя других людей и дублировать их без какой-либо практики, вне зависимости от сложности их восприятия. Тем не менее, эти наблюдения вытеснили его личные воспоминания. В прошлом он был спортсменом, который развил своё тело по максимальным показателям. Он изучил боевые стили Человека-паука, Росомахи, Капитана Америки, Чёрной пантеры, Сорвиголовы, Электры, Соколиного глаза, Карателя, Тигры, и Агента США, а также многих других героев.
Чтобы натренировать своё тело он регулярно совершал интенсивные тренировки. Его сила, скорость, ловкость и выносливость были сравнимы с показателями олимпийского спортсмена. Он был практически равен Капитану Америке. В дополнение к его способности копировать приёмы, он изучил более сотни различных форм рукопашного боя и разработал несколько собственных стилей. Он мастерски обращался с различными видами оружия. Он обучился стрельбе после наблюдения за многими чемпионами этого вида спорта. Среди его навыков также выделялись: бокс, борьба, фехтование, стрельба из лука, гимнастика и акробатика.
Таскмастер также обучился владеть оружием, которым владеют другие герои. Таким образом он овладел дубинками Сорвиголовы, щитом Капитана Америки, луком и стрелами Соколиного глаза, мечом Лунного рыцаря, штурмовым оружием Карателя.

### Надсмотрщик
Тони решил основать собственную школу боевых искусств для злодеев. Он взял себе прозвище Таскмастер и был готов тренировать всех, кто мог расплатиться за уроки. Вскоре у администратора института Доктора Перннела Соломона начались серьёзные проблемы с сердцем. Поскольку Соломону требовалась срочная пересадка сердца, а подходящего донора не было, то Перннел решил создать своего клона, которого он назвал Селб. Тот сбежал и рассказал Скотту Лэнгу о Таскмастере. Когда Жёлтый жакет, Оса и Человек-муравей вступили с ним в конфронтацию, Таскмастер одолел их и захватил в плен. Позднее он потерпел поражение от Джокасты, у которой отсутствовал «язык тела», благодаря чему Тони не смог предугадать следующее действие противника.

### Новый Надсмотрщик
Со временем Таскмастер кардинально изменил свой внешний вид: он начал носить тактическую броню, заменив свою раннюю тканную одежду, а также перестал носить оружие своих прошлых противников. Он начал действовать как наёмник, нежели инструктор боевых искусств, а также сформировал союз с Сэнди Брэнденберг.
Брэнденберг работала с Дэдпулом в качестве «секретарши», и, когда Дэдпулу нужна была помощь, чтобы победить Чёрного Лебедя, Сэнди попросила у Таскмастера помощи. Тони согласился, поскольку был не в состоянии устоять перед женскими чарами Брэнденберг. Мастер помогал Дэдпулу на протяжении всего пути, пока тот добирался до Чёрного Лебедя.
Позже Сэнди нашла таинственного Агента Икс по имени Алекс Хэйден, потерявшего память. Вначале Брэнденберг думала, что это Дэдпул, страдающий амнезией. Алекс сказал, что хочет стать наёмником, а поможет ему в этом его исцеляющий фактор. Тогда Сэнди попросила Таскмастера обучить Алекса, и тот согласился. Методы Тони были крайне жестокими: он не жалел Агента Икс, обосновывая это тем, что у того мощный исцеляющий фактор. Во время одной из тренировок Алекс одолел Мастерса, и тогда наёмник сказал, что теперь обучение Хэйдена закончено. Спустя некоторое время Агент Икс собрал команду из Таскмастера, Бандита, Сэнди, Восточного Ветра и Дэдпула, и вместе они одолели Чёрного Лебедя.
Таскмастер был нанят Комитетом, чтобы убить Лунного рыцаря. Он пробрался в квартиру Марка Спектора и победил его, однако убить героя ему помешал дворецкий Спектора и Мастерс был вынужден бежать. После этого Таскмастер вернулся в Комитет с целью отказаться от задания, однако Лунный рыцарь ворвался на базу и одолел его. Впоследствии Мастерс был арестован и посажен в тюрьму.
Во время Гражданской войны Таскмастер присоединился к Громовержцам и начал отлавливать незарегистрированных героев и злодеев. Он попытался пристрелить Невидимую леди, однако её муж Мистер Фантастик принял удар на себя. В ярости, Сью Шторм атаковала Мастерса силовым полем, тем самым выведя его из строя.
Позже Таскмастер оказал неоценимую помощь Щ. И. Т.у, тренируя их рекрутов, за что Мария Хилл дала ему полное президентское помилование. Вскоре Мастерс сменил Перчатку на посту инструктора в Лагере Хаммонд. Спустя некоторое время на Лагерь напал клон Майкла Ван Патрика, который приобрел мощное оружие Тэктигон и стал называть себя КИА. Во время боя Таскмастер узнал, что он не был в списке КИА, и предпочел отсидеться в стороне вместе со своим подопечным Человеком-муравьём.
Таскмастер взял на себя ответственность за подготовку сторонников Нормана Озборна во время Осады Асгарда. Он вступил в бой с Тором, дабы укрепить свой авторитет. В дальнейшем он сражался с Капитанами Америкой, воскресшим Стивом Роджерсом и его преемником Баки Барнсом. Мастерс проиграл, однако во время битвы с Мраком Стив был вынужден отступить, оставив Баки с Таскмастером. Последний выиграл в поединке, но был вынужден бежать, увидев, что Озборн терпит крах.
После потери своего оружия в Токио, Тони Мастерс отправился на поиски, чтобы вспомнить своё прошлое. Вскоре он узнал, что его бывший обработчик Орг назначил награду в миллиард долларов за его голову. Многие из организаций, с которыми Таскмастер раннее имел дела, такие как АИМ и Гидра охотились за ним, чтобы получить награду. Во время этого путешествия Таскмастер вспомнил всё, что с ним произошло: он был агентом Щ. И. Т.а, который по ошибке принял нацистскую сыворотку, давшую ему феноменальную память. Он также столкнулся с Оргом, которая по совместительству была его женой Мерседес Мерсед. После этому ему пришлось сразиться с Редшёртом, владеющим стилем Ж’Крамак К’Ютри.

### Секретные Мстители
Таскмастер стал членом Секретных Мстителей после спасения жизни Ника Фьюри-младшего. Его первым заданием стало внедрение в АИМ в качестве двойного агента и становление министром обороны.
Когда Мастерс пытался освободить Пересмешницу, он был атакован ТЕСС-Один, а также выстрелом в голову от самой Пересмешницы, которая была под контролем АИМа. Тем не менее, выяснилось, что Таскмастер не погиб, но попал в вегетативное состояние. Секретные Мстители, посчитав, что Таскмастер погиб, оставили его. Его тело было найдено Менталло, с которым он вступил в союз. Тот вылечил Мастерса с помощью нанороботов.

### Совершенно новый Капитан Америка
Таскмастер присоединился к Гидре, чтобы победить Нового Капитана Америку, наряду с Кроссбоунсом, Бароном Земо, Гадюкой и Бароном Кровью.

## Силы и способности
Способность Надсмотрщика заключается в его феноменальной памяти и реакции. Благодаря ей, Таскмастер способен скопировать практически любое физическое движение, которое видел, а также достичь уровня мастерства этого человека. Используя свои «фотографические рефлексы», Мастерс является высококвалифицированным мастером различных боевых искусств (подражая таким героям как Электра, Железный кулак и Шанг-Чи), блестящим фехтовальщикам (подобно Чёрному рыцарю, Серебряному самураю и Мечнику), метким стрелком (Капитан Америка со своим щитом, Соколиный глаз с луком и стрелами, Каратель с различным огнестрельным оружием, Меченый с метательными снарядами), а также спортсменом олимпийского уровня (Чёрная пантера, Сорвиголова). После освоения стиля боя оппонента, Таскмастер может предугадать его следующую атаку. Единственным человеком, чьё мастерство Таскмастер не в силах скопировать, является Дэдпул, ввиду его маниакальной личности и непредсказуемости. Побочным эффектом феноменальной памяти Мастерса является потеря памяти. С каждым поступлением информации Таскмастер теряет всё больше и больше воспоминаний. Из-за этого, Орг (Мерседес Мерсед) выступает в качестве суррогатной памяти Таскмастера, а также содержит всю информацию о его криминальной карьере.
При просмотре видео с быстрой перемоткой, Таскмастер может скопировать движения человека со сверхчеловеческой скоростью. Тем не менее, в такие моменты его тело находится под сильным напряжением, из-за чего он может использовать эту способность в течение короткого периода времени. Помимо этого, Мастерс обладает способностью имитировать голоса других людей. Когда-то он страдал гидрофобией, но со временем преодолел свой страх.

### Оружие
Изучив многочисленные боевые приёмы, Таскмастер также прекрасно владеет различными видами оружия, которое он всегда носит с собой. Обычно он использует в бою меч и щит, копируя Капитана Америку. Он также использует: лук и стрелы, лассо, нунчаки, дротики, дубинку, огнестрельное оружие и тд. Кроме того, в его арсенале имеются различные гаджеты Щ. И. Т.а.

## Альтернативные версии

### What if?
В реальности Что если бы Стив Роджерс отказался быть Капитаном Америкой? Таскмастер обучает Супер Патриота и Баки, чтобы те заменили Капитана Америку.

### Covenant of the Shield
Альтернативная версия Таскмастера появляется в Avataars: Covenant of the Shield #1, где вселенная Marvel представлена как фэнтези. В этой реальности Таскмастер является ассасином по имени Дэтмастер.

### Marvel Universe Millennial Visions 2001
В Marvel Universe Millennial Visions 2001 (2002), сюжетной линии Thunderbolts: Give a Guy a Break, Соколиный глаз берёт на себя ответственность за перевоспитание суперзлодеев. Таскмастер был одним из злодеев, загипнотизированных Рингмастером и присоединившимся к Громовержцам.

### JLA/Avengers
В JLA/Avengers #4 (2004), кроссовере между Marvel и DC, Таскмастер является одним из злодеев, которые противостоят Бэтмену, Чёрной пантере, Чёрной вдове и Охотнице.

### Marvel Apes
Версия примата Таскмастера появляется в Marvel Apes: Evolution Starts Here #1, Marvel: Apes: Speedball Special #1 (2009) и Marvel Apes: Grunt Line Special #1 (2009).

### Marvel Universe Vs. The Punisher
В Marvel Universe Vs. The Punisher #4 (2010), где все герои и злодеи были подвержены вирусу каннибализма, Красный Халк отрывает ему голову.

### Deadpool Max
Женская версия Таскмастера появляется в Marvel Max в рамках серии Deadpool Max #5 (2010). Таскмастер похитила молодого Уэйда Уилсона для своих разведывательных войск. Она стала для Дэдпула образом матери, которая не даёт переспать с ней.

### House of M
В реальности House of M Таскмастер появляется как член ударного подразделения известного как Братство. Несмотря на то, что он не является мутантом, он обращается с простыми людьми как с существами второго сорта. После того, как его избил Люк Кейдж за убийство Тигры, было выявлено, что Таскмастер — человек под видом мутанта.

### Marvel vs. Capcom
Таскмастер появляется в комиксе Marvel Vs. Capcom: Fate of Two Worlds #1 (2011), основанном на игре «Marvel vs. Capcom 3: Fate of Two Worlds».

### Ultraverse
Таскмастер появляется в Malibu Comics (также известных как Ultraverse) в сериях Siren (1995), Siren #1-3 (1995) и Siren Special #1 (1996) в качестве второстепенного героя.

### Age of Ultron
Во время Эры Альтрона Таскмастер работает вместе с Красным Халком и Чёрной пантерой. Вместе они пытаются захватить технологии Альтрона. В то время как Красный Халк вступает в бой с миньонами Альтрона, Таскмастер и Пантера пускаются в бега. Вскоре Красный Халк находит Таскмастера и говорит, что не доверяет ему, после чего убивает.

### Ultimate Marvel
Во вселенной Ultimate Marvel Таскмастер является афро-американцем, чьё настоящее имя Энтони Мастерс. Он был нанят Филиппом Роксоном для захвата Плаща и Кинжала. В ходе задания он противостоит Человеку-пауку, Женщине-пауку и Бомбочке. В итоге он был побеждён Новыми Алтимейтс.

## Появления вне комиксов

### Телевидение
- Таскмастер появляется в мультсериале «Совершенный Человек-Паук», где его озвучил Клэнси Браун. В эпизоде «Почему я ненавижу физкультуру» он был нанят Доктором Осьминогом с целью выявления личности Человека-паука. Для этого Тони Мастерс становится школьным учителем физкультуры в школе, где обучается Человек-паук. Питер Паркер проваливает его спецкурс, отчего Таскмастер даже не подозревает его. Он заостряет внимание на Флэше Томпсоне и Гарри Озборне, однако вскоре он видит их рядом с Человеком-пауком. Проиграв Человеку-пауку и Белой Тигрице Таскмастер сбегает, пообещав отомстить. В эпизоде «Совершенный Дэдпул» Таскмастер создаёт собственную команду и крадёт зашифрованную информацию о тайне личности каждого супергероя. На перехват ему отправляются Человек-паук и Дэдпул. Из-за непредсказуемости последнего Таскмастер проигрывает битву.

### Кино
- Является одним из героев полнометражного фильма «Секретные материалы Мстителей: Чёрная Вдова и Каратель».
- Таскмастер появляется в анимационном фильме «Союз героев: Железный человек и Капитан Америка», вновь озвученный Клэнси Брауном. Он был нанят Красным Черепом, чтобы бороться против Капитана Америки и Железного человека.
- В 2016 году права на показ персонажа в игровом кино вернулись к Marvel Studios. Таскмастер в исполнении Ольги Куриленко появился в фильме «Чёрная вдова», где является одним из главных антагонистом. В фильме Таскмастер женского пола. Им является Антония — дочь генерала Дрейкова.
- Куриленко вернётся к роли Антонии Дрейковой / Таскмастера в предстоящем фильме «Громовержцы» (2024)[37].

### Видеоигры
- Таскмастер является играбельным персонажем в игре-кроссовере «Marvel vs. Capcom 3: Fate of Two Worlds»,[38] и «Ultimate Marvel vs. Capcom 3», где его озвучиваетy Стивен Блум.
- Таскмастер появляется в игре «Marvel Heroes», вновь озвученный Стивеном Блумом.
- Таскмастер является играбельным персонажем в игре «Marvel: Contest of Champions».
- В игре «Avengers Initiative» для IOS появляется как один из врагов Капитана Америки.
- Появляется как один из врагов героев Земли в «Marvel: Avengers Alliance».
- Стивен Блум вновь озвучил Таскмастера в игре «Lego Marvel Super Heroes».
- Таскмастер является открываемым персонажем в «Marvel Avengers Alliance Tactics».
- Таскмастер появляется в игре «Captain America: The Winter Soldier — The Official Game», озвученный Криспином Фриманом.
- Адам Монтоя озвучил Таскмастера в мобильной игре «Marvel Avengers Academy».
- Таскмастер является играбельным персонажем в игре «Lego Marvel's Avengers».
- Таскмастер появляется в игре «Spider-Man (игра, 2018)». Роль озвучил Брайан Блум. В русскоязычной локализации персонаж был назван Бригадиром. Наёмник с пристрастием к использованию высокотехнологического оружия и мастер рукопашного боя, способный с помощью наблюдений копировать боевой стиль своего соперника. Появляется в бонусных заданиях, где организует ряд испытания для Человека-Паука по всему Манхэттену с целью изучить его способности и компетентность по заказу загадочной организации. После завершения испытаний лично сражается с героем, после поражения рассказывает о цели испытаний и исчезает под прикрытием дымовой бомбы.
- Таскмастер появляется в игре «Marvel’s Avengers» (2020)
- Таскмастер является играбельным персонажем в игре «Marvel Puzzle Quest»[39].
- Таксмастер появился в игре Spider-Man 2 (2023)[40].